# Majorca Open 1999 - Qualificazioni singolare
Le qualificazioni del singolare  del Majorca Open 1999 sono state un torneo di tennis preliminare per accedere alla fase finale della manifestazione. I vincitori dell'ultimo turno sono entrati di diritto nel tabellone principale. In caso di ritiro di uno o più giocatori aventi diritto a questi sono subentrati i lucky loser, ossia i giocatori che hanno perso nell'ultimo turno ma che avevano una classifica più alta rispetto agli altri partecipanti che avevano comunque perso nel turno finale.
Le qualificazioni del torneo Majorca Open 1999 prevedevano 29 partecipanti di cui 4 sono entrati nel tabellone principale.

## Teste di serie
1. Julián Alonso (Qualificato)
2. Eduardo Nicolas-Espin (ultimo turno)
3. Álex Calatrava (Qualificato)
4. Roberto Carretero-Diaz (Qualificato)

1. Javier Sánchez (primo turno)
2. Lucas Arnold Ker (primo turno)
3. Eyal Ran (secondo turno)
4. Noam Behr (primo turno)

## Qualificati
1. Julián Alonso
2. Joan Balcells

1. Álex Calatrava
2. Roberto Carretero-Diaz

## Tabellone

### Legenda
| - Q = Qualificato - WC = Wild card - LL = Lucky loser | - ALT = Alternate - SE = Special Exempt - PR = Protected Ranking | - w/o = Walkover - r = Ritirato - d = Squalificato |

### Sezione 1
|  | Primo turno          | Primo turno               | Primo turno       | Primo turno | Primo turno |  |  | Secondo turno             | Secondo turno             | Secondo turno             | Secondo turno             | Secondo turno |   |   | Ultimo turno | Ultimo turno  | Ultimo turno | Ultimo turno | Ultimo turno |  |
|  |                      |                           |                   |             |             |  |  |                           |                           |                           |                           |               |   |   |              |               |              |              |              |  |
|  |                      |                           |                   |             |             |  |  |                           |                           |                           |                           |               |   |   |              |               |              |              |              |  |
|  |                      |                           |                   |             |             |  |  | 1                         | Julián Alonso             | 5                         | 7                         | 6             |   |   |              |               |              |              |              |  |
|  | Tomás Carbonell      | Tomás Carbonell           | Tomás Carbonell   | 7           | 6           |  |  |                           | Tomás Carbonell           | 7                         | 5                         | 4             |   |   |              |               |              |              |              |  |
|  | Marc Marco-Ripoll    | Marc Marco-Ripoll         | Marc Marco-Ripoll | 5           | 2           |  |  |                           |                           |                           |                           |               |   |   | 1            | Julián Alonso | 6            | 2            | 6            |  |
|  | Daniel Lencina-Ribes | Daniel Lencina-Ribes      | 6                 | 2           | 6           |  |  |                           |                           |                           | Carlos Castellanos-Miguel | 2             | 6 | 4 |              |               |              |              |              |  |
|  | Gabriel Frias-Valle  | Gabriel Frias-Valle       | 1                 | 6           | 1           |  |  | Daniel Lencina-Ribes      | Daniel Lencina-Ribes      | Daniel Lencina-Ribes      | 0                         | 0r            |   |   |              |               |              |              |              |  |
|  |                      | Carlos Castellanos-Miguel | 6                 | 3           | 7           |  |  | Carlos Castellanos-Miguel | Carlos Castellanos-Miguel | Carlos Castellanos-Miguel | 6                         | 4             |   |   |              |               |              |              |              |  |
|  | 8                    | Noam Behr                 | 4                 | 6           | 6           |  |  |                           |                           |                           |                           |               |   |   |              |               |              |              |              |  |

### Sezione 2
|  | Primo turno          | Primo turno          | Primo turno          | Primo turno | Primo turno |  |  | Secondo turno | Secondo turno         | Secondo turno         | Secondo turno | Secondo turno |   |   | Ultimo turno | Ultimo turno          | Ultimo turno          | Ultimo turno | Ultimo turno |  |
|  |                      |                      |                      |             |             |  |  |               |                       |                       |               |               |   |   |              |                       |                       |              |              |  |
|  |                      |                      |                      |             |             |  |  |               |                       |                       |               |               |   |   |              |                       |                       |              |              |  |
|  |                      |                      |                      |             |             |  |  | 2             | Eduardo Nicolas-Espin | Eduardo Nicolas-Espin | 6             | 6             |   |   |              |                       |                       |              |              |  |
|  | Gregory Zavialoff    | Gregory Zavialoff    | Gregory Zavialoff    | 6           | 6           |  |  |               | Gregory Zavialoff     | Gregory Zavialoff     | 3             | 2             |   |   |              |                       |                       |              |              |  |
|  | Marko Pavkov         | Marko Pavkov         | Marko Pavkov         | 0           | 1           |  |  |               |                       |                       |               |               |   |   | 2            | Eduardo Nicolas-Espin | Eduardo Nicolas-Espin | 2            | 3            |  |
|  | Joan Balcells        | Joan Balcells        | Joan Balcells        | 6           | 6           |  |  |               |                       |                       | Joan Balcells | Joan Balcells | 6 | 6 |              |                       |                       |              |              |  |
|  | Mario Munoz-Bejarano | Mario Munoz-Bejarano | Mario Munoz-Bejarano | 4           | 1           |  |  |               | Joan Balcells         | Joan Balcells         | 6             | 6             |   |   |              |                       |                       |              |              |  |
|  | 7                    | Eyal Ran             | Eyal Ran             | 7           | 6           |  |  | 7             | Eyal Ran              | Eyal Ran              | 3             | 3             |   |   |              |                       |                       |              |              |  |
|  |                      | Pedro Canovas-Garcia | Pedro Canovas-Garcia | 5           | 3           |  |  |               |                       |                       |               |               |   |   |              |                       |                       |              |              |  |

### Sezione 3
|  | Primo turno        | Primo turno        | Primo turno        | Primo turno | Primo turno |  |  | Secondo turno   | Secondo turno     | Secondo turno     | Secondo turno   | Secondo turno   |   |   | Ultimo turno | Ultimo turno   | Ultimo turno   | Ultimo turno | Ultimo turno |  |
|  |                    |                    |                    |             |             |  |  |                 |                   |                   |                 |                 |   |   |              |                |                |              |              |  |
|  |                    |                    |                    |             |             |  |  |                 |                   |                   |                 |                 |   |   |              |                |                |              |              |  |
|  |                    |                    |                    |             |             |  |  | 3               | Álex Calatrava    | Álex Calatrava    | 6               | 6               |   |   |              |                |                |              |              |  |
|  | Pedro Rico Garcia  | Pedro Rico Garcia  | Pedro Rico Garcia  | 6           | 6           |  |  |                 | Pedro Rico Garcia | Pedro Rico Garcia | 3               | 4               |   |   |              |                |                |              |              |  |
|  | Camilo Soler-Palau | Camilo Soler-Palau | Camilo Soler-Palau | 3           | 3           |  |  |                 |                   |                   |                 |                 |   |   | 3            | Álex Calatrava | Álex Calatrava | 6            | 6            |  |
|  | Feliciano López    | Feliciano López    | Feliciano López    | 6           | 7           |  |  |                 |                   |                   | Albert Montañés | Albert Montañés | 3 | 1 |              |                |                |              |              |  |
|  | Diego Hipperdinger | Diego Hipperdinger | Diego Hipperdinger | 1           | 6           |  |  | Feliciano López | Feliciano López   | 7                 | 1               | 1               |   |   |              |                |                |              |              |  |
|  |                    | Albert Montañés    | 7                  | 2           | 6           |  |  | Albert Montañés | Albert Montañés   | 5                 | 6               | 6               |   |   |              |                |                |              |              |  |
|  | 5                  | Javier Sánchez     | 6                  | 6           | 4           |  |  |                 |                   |                   |                 |                 |   |   |              |                |                |              |              |  |

### Sezione 4
|  | Primo turno          | Primo turno                 | Primo turno                 | Primo turno | Primo turno |  |  | Secondo turno            | Secondo turno            | Secondo turno            | Secondo turno        | Secondo turno        |   |   | Ultimo turno | Ultimo turno           | Ultimo turno           | Ultimo turno | Ultimo turno |  |
|  |                      |                             |                             |             |             |  |  |                          |                          |                          |                      |                      |   |   |              |                        |                        |              |              |  |
|  | 4                    | Roberto Carretero-Diaz      | Roberto Carretero-Diaz      | 6           | 6           |  |  |                          |                          |                          |                      |                      |   |   |              |                        |                        |              |              |  |
|  |                      | Daniel Rodriguez-Bethancour | Daniel Rodriguez-Bethancour | 0           | 0           |  |  | 4                        | Roberto Carretero-Diaz   | 4                        | 6                    | 7                    |   |   |              |                        |                        |              |              |  |
|  | Julien Jeanpierre    | Julien Jeanpierre           | Julien Jeanpierre           | 6           | 6           |  |  |                          | Julien Jeanpierre        | 6                        | 4                    | 6                    |   |   |              |                        |                        |              |              |  |
|  | Kentaro Masuda       | Kentaro Masuda              | Kentaro Masuda              | 3           | 0           |  |  |                          |                          |                          |                      |                      |   |   | 4            | Roberto Carretero-Diaz | Roberto Carretero-Diaz | 6            | 6            |  |
|  | Oscar Burrieza-Lopez | Oscar Burrieza-Lopez        | Oscar Burrieza-Lopez        | 6           | 6           |  |  |                          |                          |                          | Oscar Burrieza-Lopez | Oscar Burrieza-Lopez | 2 | 3 |              |                        |                        |              |              |  |
|  | Tomas Prieto-Sorense | Tomas Prieto-Sorense        | Tomas Prieto-Sorense        | 2           | 0           |  |  | Oscar Burrieza-Lopez     | Oscar Burrieza-Lopez     | Oscar Burrieza-Lopez     | 6                    | 6                    |   |   |              |                        |                        |              |              |  |
|  |                      | Antonio Baldellou-Esteva    | Antonio Baldellou-Esteva    | 6           | 1           |  |  | Antonio Baldellou-Esteva | Antonio Baldellou-Esteva | Antonio Baldellou-Esteva | 3                    | 3                    |   |   |              |                        |                        |              |              |  |
|  | 6                    | Lucas Arnold Ker            | Lucas Arnold Ker            | 3           | 0r          |  |  |                          |                          |                          |                      |                      |   |   |              |                        |                        |              |              |  |